# Merkske
Het Merkske is een beekje aan de grens tussen de provincies Antwerpen en Noord-Brabant. Het begint bij het voormalige Eendegoorven en stroomt vervolgens naar het westen om bij Minderhout uit te monden in de noordwaarts vloeiende Mark. Het gedeelte van bron tot Zondereigen wordt ook wel 'Schouwloop' genoemd. Doordat het beekje talrijke meanders maakt, kent de landsgrens er een grillig verloop. Omdat het Merkske net op de grens ligt is het, ondanks plannen daartoe, nooit rechtgetrokken.
Het Merkske is genoemd naar het riviertje waarin ze uitmondt. 'Merkske' betekent 'Kleine Mark. Het Brabantse suffix '-ke' maakt het een verkleinwoord. Soms wordt het begeleid door een klinkerverandering (zoals hier van "a" naar "e"). Verschillende gedeeltes van het Merkske vormen de landsgrens. 

## Geschiedenis
Het dal van het Merkske bestaat uit in de jaren 1930 ontgonnen heide die vanaf de jaren 1960 vooral bestond uit maïs- en graslanden. Een reservaat met hooilanden aan de beek bleef gespaard en de geplande kanalisatie ging vanwege de inmiddels vastgestelde rijke flora en fauna niet door. Het gebied van de beek is vanaf de jaren 1990 ontwikkeld als natuurgebied onder de naam Vallei van het Merkske. Elfhonderd hectare met gronden aan weerszijde van de beek kwam in beheer bij de Belgische organisaties Natuurpunt en Agentschap voor Natuur en Bos en het Nederlandse Staatsbosbeheer. 

### Flora
Aan de meanderende beek liggen vochtige beemden waar onder andere dotterbloem, knolsteenbreek, slanke sleutelbloem, grote pimpernel, moesdistel, kale vrouwenmantel, moerasstreepzaad, witte rapunzel, waterdrieblad, addertong en brede orchis te vinden zijn. Hoewel in het verleden populieren geplant zijn, is het oorspronkelijke vogelkers-essenbos nog aanwezig.

### Fauna
Talrijke vogelsoorten broeden in dit afwisselend landschap: waterral, wintertaling, sprinkhaanzanger en bosrietzanger. Verder van de beek zijn dat patrijs, torenvalk, grasmus, roodborsttapuit en steenuil. In de beekdalbosjes broeden kleine bonte specht, wielewaal en nachtegaal. Van de amfibieën kunnen boomkikker, vinpootsalamander en alpenwatersalamander genoemd worden. Als habitat werden voor hen poelen gegraven. In het beekje komen het bermpje en de kleine modderkruiper voor.